# 奧恰姆奇拉

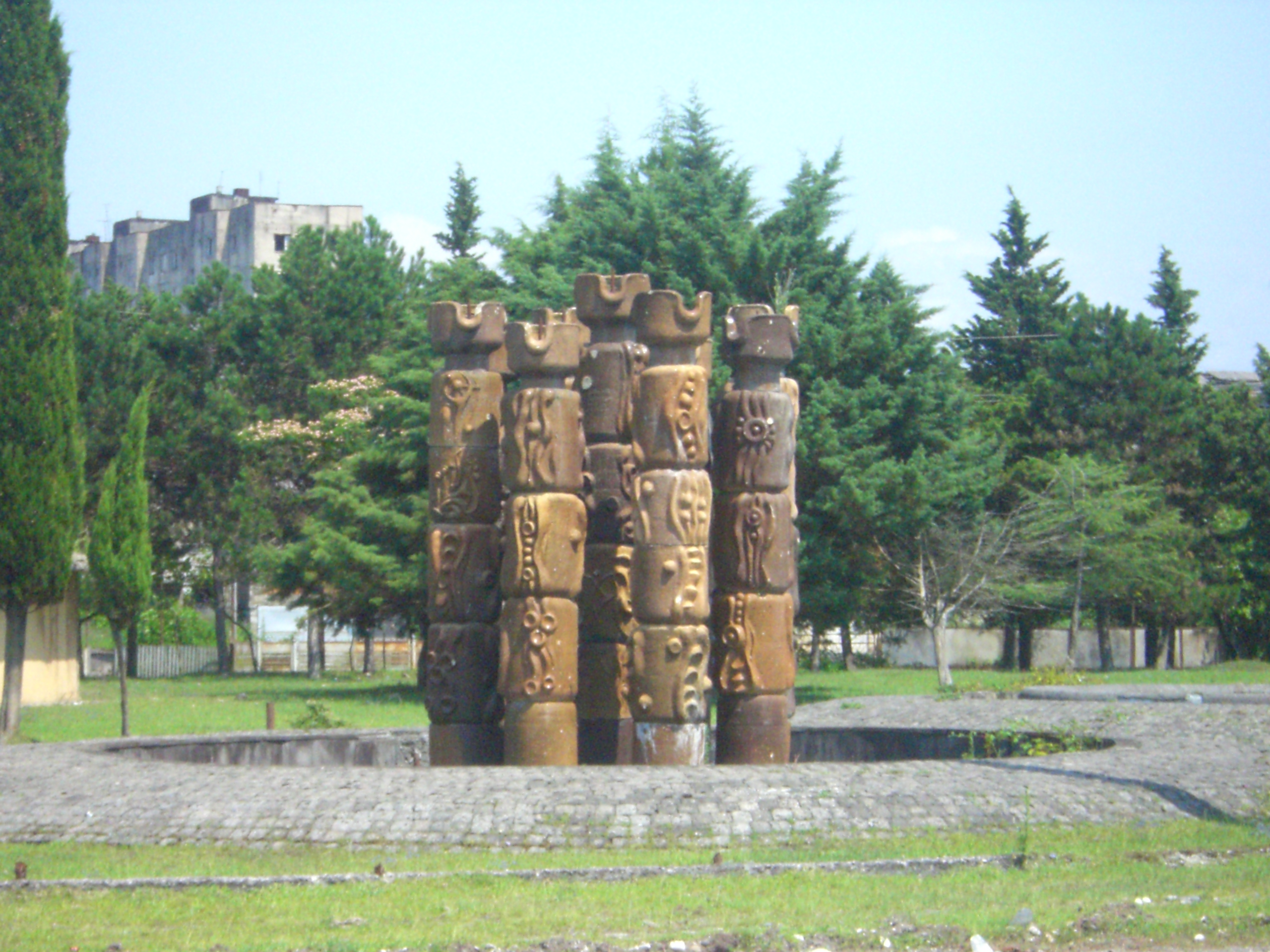

奧恰姆奇拉是格鲁吉亚或阿布哈茲的城市，为奥恰姆奇拉區的区府。位於該國南部的黑海沿岸，距離格鲁吉亚首都第比利斯351公里，海拔高度5米，由于受亞熱帶氣候影響，每年平均降雨量1,300毫米，2003年人口4,702。

## 俄罗斯海军
俄羅斯入侵烏克蘭後，由於乌克兰武装部队多次轟炸塞瓦斯托波尔海军基地的黑海艦隊設施，迫使俄國將部分艦艇撤離克里米亚。在此背景下，俄羅斯決定在距離烏克蘭控制區更遠的阿布哈茲的奧恰姆奇拉灣為黑海艦隊建設新基地。
阿布哈茲的親俄勢力領導人巴札尼亞2023年10月5日證實，已與莫斯科當局簽署協議，同意俄方在「不久的將來」，於濱海的奧洽姆奇拉新建海軍基地。喬治亞國家安全署署長李魯亞希維利（Grigol Liluashvili）2023年10月19日向格鲁吉亚议会報告說，目前奧洽姆奇拉的基礎設施無法讓大型潛艦和驅逐艦停靠，根據專家評估，考量增加深度及發展基礎設施，至少要3年時間才能把現有設施提升至適合大型潛艦和驅逐艦停靠。

## 俄羅斯聯邦安全局邊防軍海巡隊
自奧洽姆奇拉基礎停泊設施於2011年建成後，該地已有俄國海上執法單位進駐。